# Association Sportive de Saint-Étienne Loire 2017-2018
Questa voce raccoglie le informazioni riguardanti l'Association Sportive de Saint-Étienne nelle competizioni ufficiali della stagione 2017-2018.

## Maglie
Lo sponsor tecnico per la stagione 2017-2018 è Le Coq Sportif, mentre gli sponsor ufficiali sono Eovi, il consiglio del dipartimento della Loira, NetBet e Markal. 
| Casa | Trasferta | Terza divisa |

## Organigramma societario
Area direttiva
- Presidente: Bernard Caïazzo e Roland Romeyer

Area organizzativa
- Segretario generale: Frédéric Emile, Fabrice Di Natale
- Team manager: Éric Blondel

Area tecnica
- Allenatore: Jean-Louis Gasset
- Allenatore in seconda: Ghislain Printant, Julien Sablé, Alain Ravera
- Collaboratore tecnico: César Arghirudis
- Preparatore atletico: Thierry Cotte
- Preparatore dei portieri: Fabrice Grange

Area sanitaria
- Medico sociale: Tarak Bouzaabia
- Massaggiatori: Hubert Largeron, Thibaut Lombard, Mathieu Rachet, Laurent Bensadi

## Rosa
Fonte:
| N. |                           | Ruolo | Calciatore                |
| -- | ------------------------- | ----- | ------------------------- |
|    | Francia (bandiera)        | P     | Anthony Maisonnial        |
|    | Francia (bandiera)        | D     | Kévin Théophile-Catherine |
|    | Grecia (bandiera)         | D     | Alexandros Katranīs       |
|    | Francia (bandiera)        | C     | Vincent Pajot             |
|    | Francia (bandiera)        | C     | Yann M'Vila               |
|    | Senegal (bandiera)        | C     | Assane Dioussé            |
|    | Francia (bandiera)        | C     | Rémy Cabella              |
|    | Brasile (bandiera)        | D     | Gabriel Silva             |
|    | Senegal (bandiera)        | D     | Cheikh M'Bengue           |
|    | Costa d'Avorio (bandiera) | C     | Habib Maïga               |
|    | Francia (bandiera)        | A     | Jonathan Bamba            |
|    | Svizzera (bandiera)       | D     | Saidy Janko               |
|    | Francia (bandiera)        | P     | Stéphane Ruffier          |

| N. |                       | Ruolo | Calciatore             |
| -- | --------------------- | ----- | ---------------------- |
|    | Norvegia (bandiera)   | C     | Ole Selnæs             |
|    | Francia (bandiera)    | A     | Paul-Georges Ntep      |
|    | Brasile (bandiera)    | C     | Hernani                |
|    | Francia (bandiera)    | A     | Romain Hamouma         |
|    | Francia (bandiera)    | A     | Kévin Monnet-Paquet    |
|    | Francia (bandiera)    | D     | Loïc Perrin (capitano) |
|    | Slovenia (bandiera)   | A     | Robert Berič           |
|    | Serbia (bandiera)     | D     | Neven Subotić          |
|    | Francia (bandiera)    | D     | Ronaël Pierre-Gabriel  |
|    | Francia (bandiera)    | P     | Jessy Moulin           |
|    | Capo Verde (bandiera) | A     | Vagner Gonçalves       |
|    | Francia (bandiera)    | P     | Alexis Guendouz        |
|    | Marocco (bandiera)    | A     | Oussama Tannane        |